# Alexandre Millon (écrivain)
Pour l’article homonyme, voir Alexandre Milon de Mesme.
Alexandre Millon, né  dans le Hainaut (Belgique) est un écrivain belge d'expression française. Il est l’auteur de plusieurs romans, notamment Mer calme à peu agitée (Le Dilettante, Paris), Sumo sur brin d’herbe (Grand Miroir), Le Périmètre de vie (Murmure des soirs), 37 rue de Nimy, Les incroyables Florides, Prix Emma Martin, 2019 (Murmure des soirs)Les heures claires, 2022 (Murmure des soirs).

## Biographie
Alexandre Millon vit en Belge contrée. Fils d'une mère sicilienne (Centuripe) et d'un père juif ukrainien (Jitomir), il s’est appuyé sur ses propres polyphonies culturelles pour interroger le monde à travers l’écriture. Il a co-animé la revue littéraire Regart avec le soutien de la Promotion des Lettres, ainsi que des rencontres littéraires en collaboration avec la ville de Mons. Il a fait deux résidences d’auteur à Rome à l'institution culturelle belge Academia Belgica. Depuis 2020, il est membre du conseil d'administration de l’Association des écrivains belges de langue française. Parallèlement à l’écriture, il a travaillé dans l’imagerie médicale nucléaire.

## Œuvres
- Le jeudi de Monsieur Alexandre, roman, L’harmattan, préface de Pascal Vrebos, Prix Plume & Souris, 1999.
- La ligne blanche, Luc Pire, coll. Embarcadère, Bruxelles, 2001.
- Mer calme à peu agitée, Le dilettante éditeur, Paris, 2003.
- Les mains, Sophie et l’Art Nouveau, nouvelles, collectif  Bordel, Flammarion, 2003.
- Bons baisers de Chios, Carte postale sonore. Douceur d’une nuit d’été, RTBF – La première, 2003.
- Astrakan café, nouvelles, Carte blanche, site Le dilettante éditeur, 2003.
- On notera en passant, poésie, éditions Callipyge, Paris, 2003
- Anna, Démocratie, j'écris ton nom, nouvelles, collectif, Couleur Livres éditeur, 2004.
- Hot pink roses, nouvelles, collectif  Bordel, Flammarion, 2005
- Sumo sur brin d’herbe, roman, Grand Miroir, Bruxelles, 2006.
- L’éternel recommencement, nouvelles, collectif, éditions du Cerisier - 2007
- Le torchon à pois, poésie, éditions Callipyge, Paris, 2008
- Le périmètre de vie, roman, Murmure des soirs, Liège, 2018
- 37 rue de Nimy. Les incroyables Florides, roman Murmure des soirs, Liège, prix Emma Martin, 2019.
- À cœur ouvert, nouvelles, collectif, Du côté des librairies, Murmure des soirs, Liège, 2020.
- Les heures claires, Instantanés littéraires, Murmure des soirs[5], Liège, 2022.https://murmuredessoirs.com/alexandre-millon.php
- Une journée si particulière, nouvelle, collectif, revue Marginales [6]n°307, 2022
- Azzurro,  nouvelle, collectif, revue Marginales n°308, 2023 https://www.marginales.net/textes/azzurro
- La chaise, la permanence de soi, le rythme, '' poésie en prose, magazine IMAG, CBAI[7], Bruxelles, 2023
- Réel & Réalité, poème en prose, in Temps de pause, 2024, expo du  Musée Ianchelevici, La Louvière
- Belgique terre d’aphorismes  Tome 2, Anthologie par Michel Delhalle, Cactus inébranlable éditions, oct 2024